# 迪帕赫
迪帕赫（德语、法语：Dippach）是卢森堡西南部的一个市镇，属于卡佩伦县。市镇的行政中心是Schouweiler。阿尔泽特河的支流梅斯河发源于此。 

## 姊妹城市
迪帕赫与以下城市为友好关系：
- 法國 朗迪拉

## 鸟瞰图

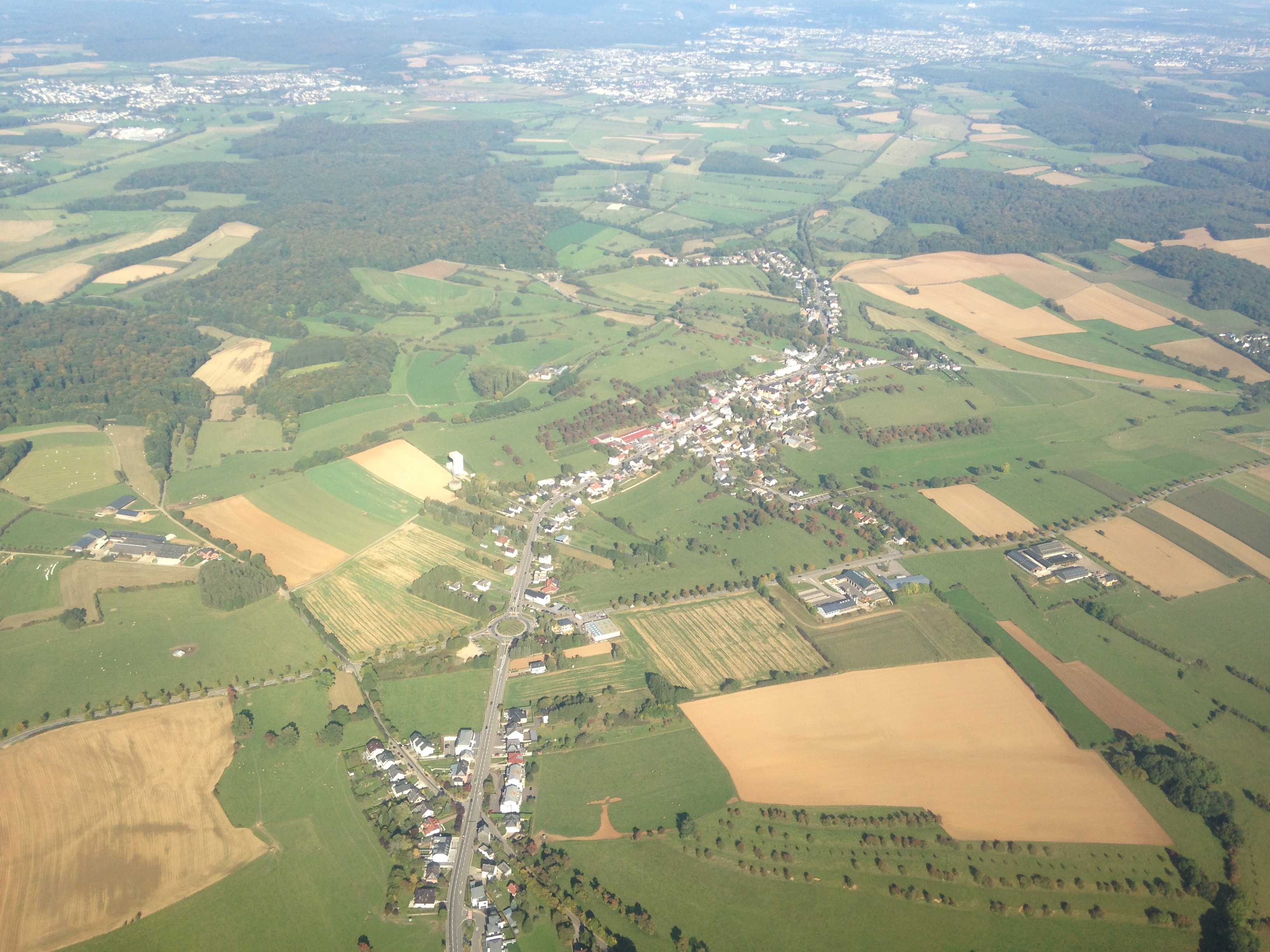
迪帕赫地区的鸟瞰图
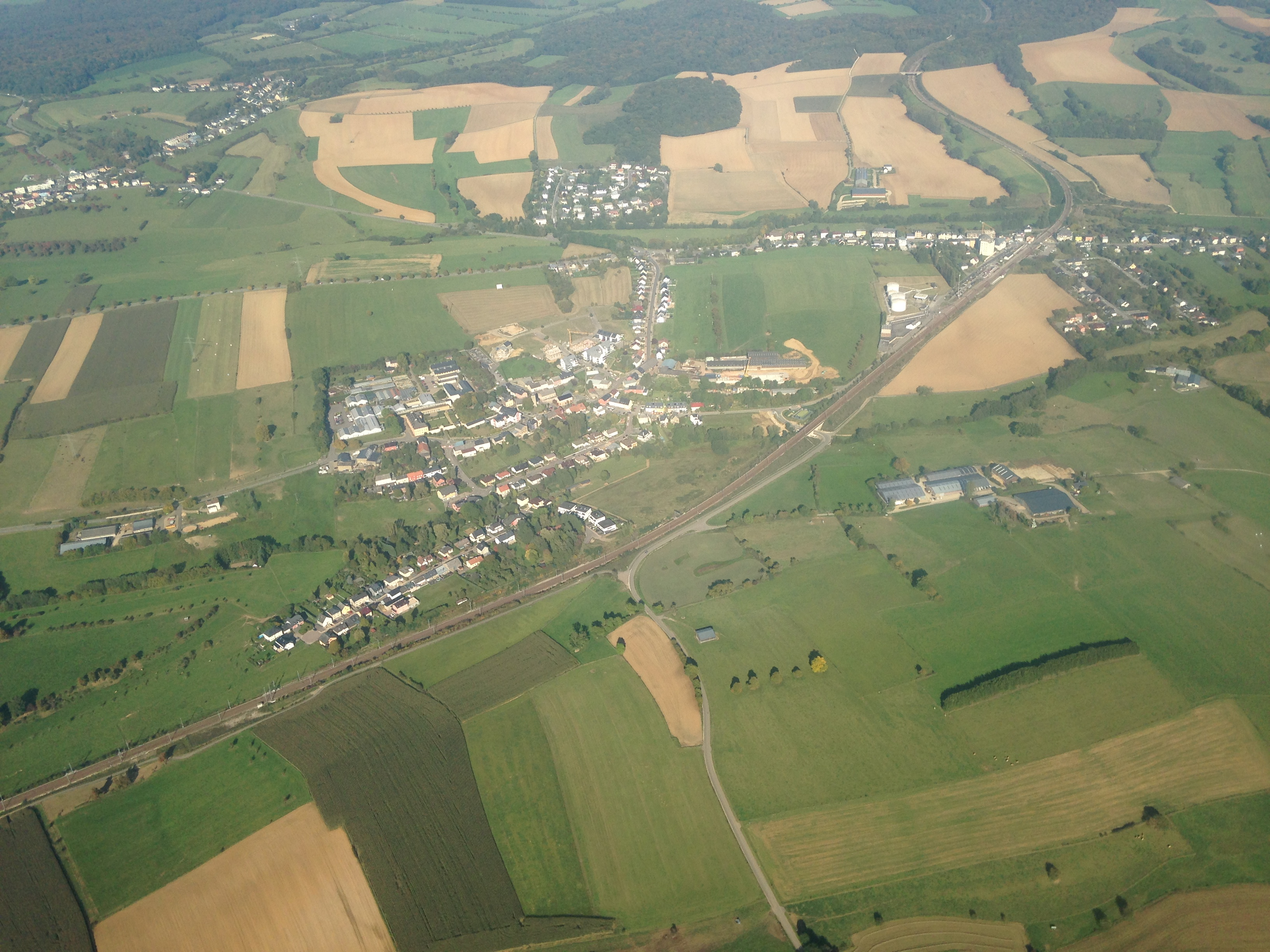
梅斯河畔雷康日及迪帕赫车站的鸟瞰图